# Beantake
Beantake is een plaats en commune in het zuiden van Madagaskar, behorend tot het district Betioky Sud, dat gelegen is in de regio Atsimo-Andrefana. Tijdens de volkstelling van 2001 telde de plaats 18.000 inwoners.
De plaats biedt alleen lager onderwijs aan. 60% van de bevolking werkt als landbouwer en 39,5% houdt zich bezig met veeteelt. De belangrijkste landbouwproducten zijn maniok en pinda's; een ander belangrijk product is mais. Verder is 0,5% actief in de dienstensector.